# Lisboa Desaparecida
Lisboa Desaparecida foi uma série de textos jornalísticos de autoria de Marina Tavares Dias, publicados em jornais portugueses de grande tiragem, como o Diário Popular, Diário de Lisboa e Expresso, a partir de 1985, galardoados com o Prémio Júlio César Machado.
Neles se inspirou a autora para uma série de livros sobre a história da capital de Portugal, a cidade de Lisboa. Com estes volumes, a olisipógrafa Marina Tavares Dias receberia o Prémio Júlio de Castilho. A edição iniciou-se em 1987, tendo o último volume até à data (2012), o nono, sido publicado em 2007 Exemplos autorizados pela autora. 